# 冬将軍

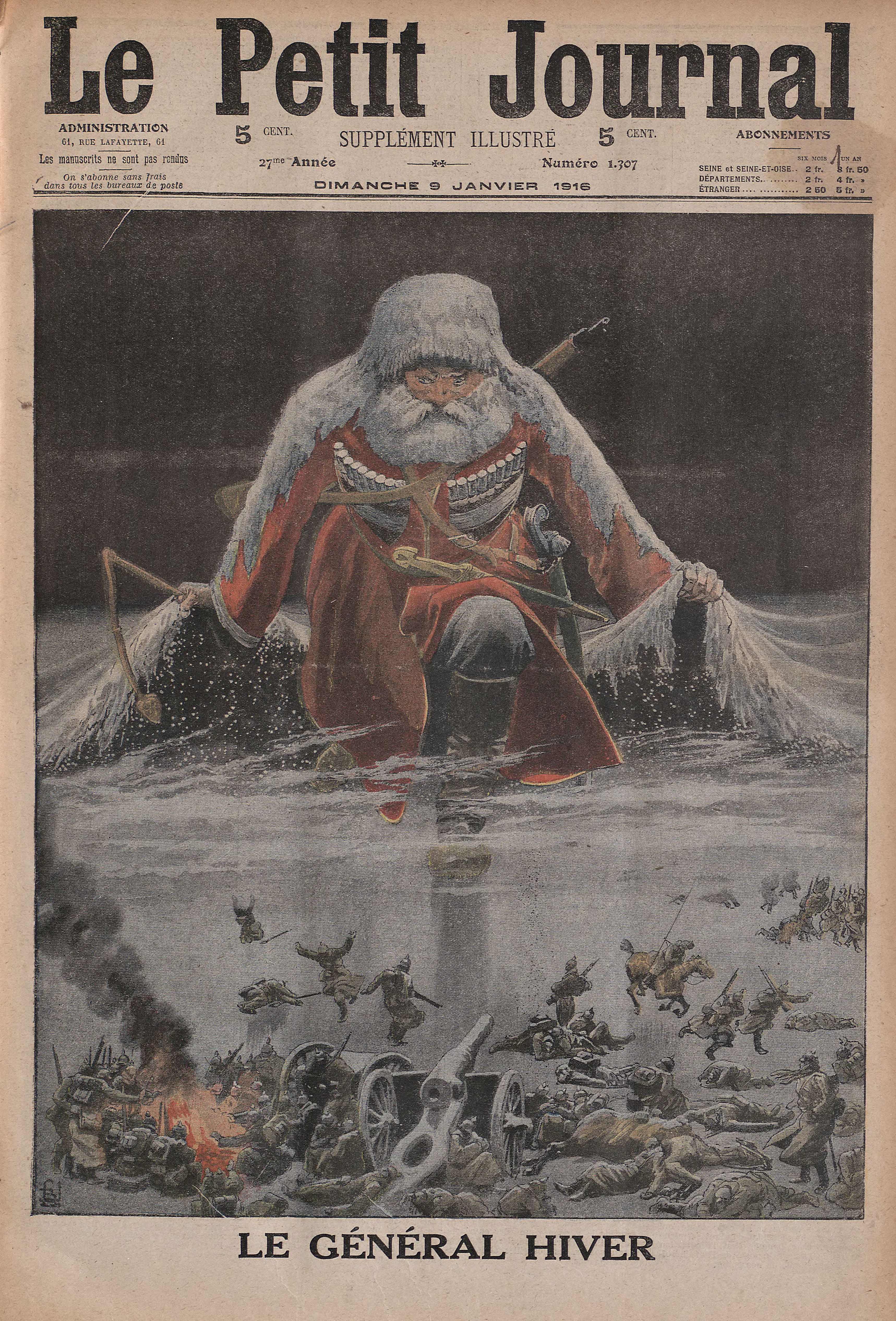
ロシアの「冬将軍」を描いたLe Petit Journalの表紙（1916年）

冬将軍（ふゆしょうぐん、英語: General Winter、General Frost、霜将軍（しもしょうぐん））とは厳しい冬の様子を擬人化した表現である。日本では特に、冬季に周期的に南下する北極気団（シベリア寒気団）を指す。

## 語源
ロシアに対する諸外国からの軍事侵攻は、同国における冬の厳しい気候によって過去に幾度も失敗してきた歴史がある。
「冬将軍」の語源は、1812年のロシア戦役でのフランス軍の敗退をイギリスの風刺画家が「GENERAL FROST Shaveing Little BONEY」と表現したことであるとされる。実際には、モスクワ退却は10月19日から始まっており、この年のモスクワにおける初雪は11月5日であった。

## 「冬将軍」と歴史

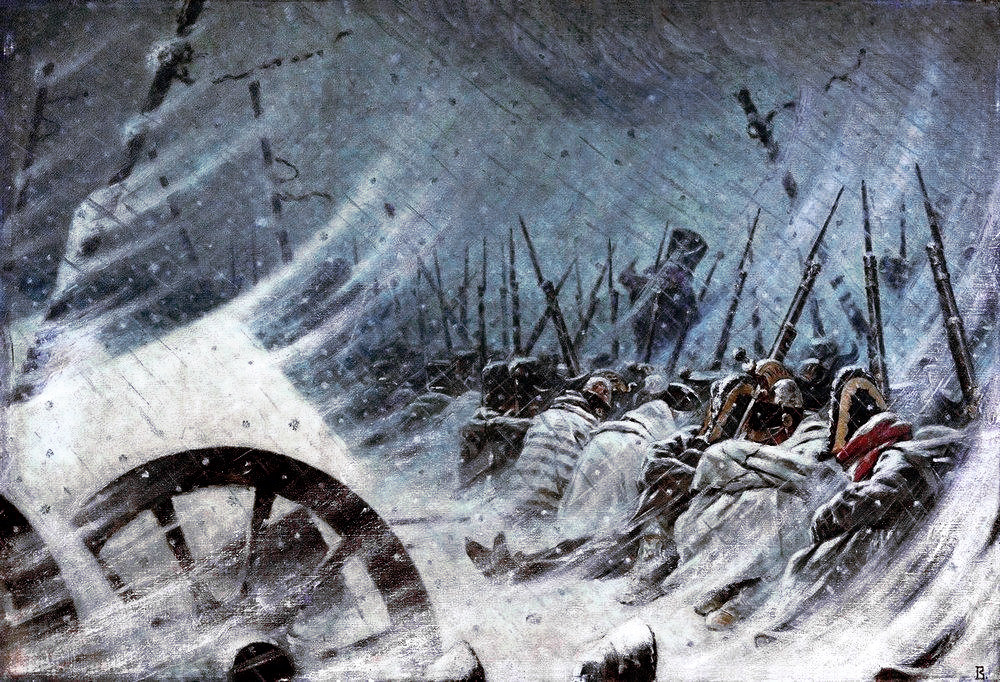
1812年ロシア戦役

ロシア（ロシア帝国時代、ソビエト連邦時代）は極寒の気候の利を生かして18世紀の大北方戦争、19世紀のロシア戦役（ナポレオン戦争）、20世紀のシベリア出兵および独ソ戦（第二次世界大戦）においてそれぞれ交戦国であったカール12世のスウェーデン（バルト帝国）、ナポレオンのフランス（フランス帝国）、連合国軍（イギリス・日本・フランス・イタリア・アメリカ・カナダ・中華民国）、ヒトラーのドイツ（第三帝国）の軍隊に甚大な損害を与えたことは有名であり、いずれの敵も撃退されている。
しかし、13世紀に侵攻してきたモンゴル帝国に対してはタイガが凍りつく真冬に侵攻されたために冬将軍が通用せず、モスクワやキーウなどの主要都市を占領されてしまっている。
また、大北方戦争の冬季戦にあってもロシア軍は上述のカール12世率いるスウェーデン軍に大敗北を喫している。結局、ロシア軍は冬と春を通じての攻城戦を耐え、疲弊したスウェーデン軍に対して夏に攻勢をかけ勝利を収めたのであった。
モンゴルやスウェーデンが冬将軍をものともしなかった理由としては、真冬のモンゴル高原や北欧はロシアと同等、あるいはそれ以上の厳寒になるため、兵士も馬も寒さに耐えることができた為である。